# Arnold Dietrich Schaefer
Arnold Dietrich Schaefer, född 16 oktober 1819 i Seehausen vid Bremen, död 19 november 1883 i Bonn, var en tysk historiker.
Schaefer var 1857–65 professor i Greifswald och 1865–1883 i Bonn. Han författade bland annat Demosthenes und seine Zeit (tre band, 1856–1858; andra upplagan 1885–1887) och Geschichte des siebenjährigen Kriegs (två band, 1867–1874).